# Orchesella villosa
Orchesella villosa är en urinsektsart som först beskrevs av Carl von Linné 1767.  Orchesella villosa ingår i släktet Orchesella och familjen brokhoppstjärtar. Arten är reproducerande i Sverige. Inga underarter finns listade i Catalogue of Life.